# 鷲崎健のヒマからぼたもち
『鷲崎健のヒマからぼたもち』（わしざきたけしのヒマからぼたもち）は、文化放送で2022年4月10日から2024年3月24日まで放送された生ワイド番組。

## 概要
これまでの『シャングリラ』の放送枠を引き継ぎ、新しく日曜午後の生ワイド番組として放送開始した。
この番組ではいろんな「趣味のカケラ」をリスナーとともに共有すると共に、「余分な時間」をリスナーとともに楽しむ生ワイド番組。なお、パーソナリティの鷲崎は、文化放送の開局70周年を機に実施した「あなたの思い出の番組、教えてください」というアンケートで、「印象に残っている番組」「復活してほしいパーソナリティ」の項目で、上位にランクインしている。

## 放送時間
- 毎週日曜日 14時 - 16時

## 出演者

### パーソナリティ
- 鷲崎健

### パートナー
収録放送時のニュース、天気予報、交通情報、競馬中継はパートナー単独でスタジオで生放送を担当していた。
- 鈴木純子（文化放送アナウンサー、2023年10月8日[4] - 番組終了）[注 1]

#### 過去のパートナー
- 松井佐祐里（担当期間中は文化放送アナウンサー、番組開始 - 2023年3月26日[5]）
- 久保朱莉（文化放送アナウンサー、2023年4月2日[6] - 10月1日[7]）[注 2]

### 競馬中継担当
当日実況（他場からの中継の場合は進行のみ）を担当する高橋・長谷川のいずれかと多和田は、東京・中山開催時は該当競馬場実況席より出演。福島・新潟主場開催時はスタジオ出演となり、実況は現地の映像を見ながら行うか現地局の中継をネットする。
- 高橋将市（文化放送アナウンサー）
- 長谷川太（文化放送アナウンサー）
- 多和田弓子（リポーター、2023年6月25日まで）
  - レギュラー出演卒業後の2023年7月16日に高橋・長谷川の代理として急遽1回限りの復帰していた[8][注 4]。

他場からの中継時の実況担当については、OBCドラマティック競馬（西日本主場分）、競馬中継 (東海ラジオ)（第三場開催時の中京競馬場）、福島競馬実況中継（主場開催時の福島競馬場）、BSNラジオ競馬中継（同新潟競馬場）を参照のこと。

## タイムテーブル
番組終了地点。
- 14:00 オープニング
- 14:10 ワタシのスルメ
  - 暇さえあれば何度も繰り返して楽しんでいるものを紹介していた。
  - 2023年3月より、この時間からゲストが出演した。
- 14:20 健の縁側
  - ゲストコーナー。
- 14:35 文化放送ニュース、天気予報、交通情報
  - 2023年3月までは14時50分開始。
  - 番組開始当初、ニュースは松井が伝えていたが、2022年7月より報道部に設けられているブースから担当アナウンサーが伝えていた[注 5]。天気予報の原稿読み上げはパートナーが担当。交通情報はエンディング前も含め日本道路交通情報センターが担当。
  - 交通情報後、時間移動前は時報前の、移動後は「旬!SHUN!ピックアップ」前の、メール紹介等の中締めゾーンとなっていた。
- 14:45 旬!SHUN!ピックアップ
  - 2023年3月より開始のラジオショッピングのフロート番組。当初は14時35分開始だったが2023年4月より現在の時間に変更。
- 15:00 タケスクリプション日曜名曲集
  - テーマを毎回決めて、鷲崎が選曲した幅広い分野の楽曲を放送した。
- 15:20頃 最近話題の○○（マルマル）
  - 最近話題のことに触れてみたときの話を募集していた。「最近話題の」という書き出しであれば何を送っても可。当日の中継レースの発走時刻に応じて「ウマ崎健」の後にコーナーが配置されることもあった。
- 15:35〜40頃 ウマ崎健
  - 競馬中継コーナー（競馬中継 (文化放送)も参照）。中継するメインレースの予想を鷲崎が行った。2023年7月から9月3日までは実況アナウンサー、9月10日からはパートナーも予想、鷲崎ともども的中した場合、配当金を一定期間プールしリスナーへのプレゼント資金にしていた。
  - また、競走馬の1着予想をリスナーからX(旧Twitter)で募集、的中に関係なく寄せられた中から抽選で1名に、JRA特製グッズをプレゼントしていた。
  - 本編事前収録で生放送対応がパートナーだけの場合はコーナー名が「ウマ井佐祐里」→「ウマ久保朱莉」→「ウマ木純子」、スペシャルウィークでの放送では「ウマ崎健とウマ井佐祐里」→「ウマ崎健とウマ久保朱莉」→「ウマ崎健とウマ木純子」になることがある。2023年8月以前はこの際にもパートナーも予想していた。
- 15:55 交通情報、エンディング

### 過去のコーナー
- ヒマの過ごし方：2022年度に14時10分頃より放送。暇な時間を如何に過ごすか、リスナーが考えた有意義な過ごし方を募集していた。
- 日曜日のお茶会：2023年2月まで14時45分頃より放送。放送時間内に寄せられたメールを紹介していた。
  - なお、メール紹介はエンディング前やコーナーの合間など時間が空いたときにも随時行っていた。
- 開陳!エブリシング鑑定団：2022年度に15時20分頃より放送。リスナーにとって価値のある物とそれにまつわるストーリーを募集。鷲崎がその価値を「ボタ」の単位で判定した。当日の中継レースや連休時に交通情報を追加するなどその日の構成内容によって、「ウマ崎健」の後にコーナーが配置されることもあった。